# Enrique Madrid
Enrique Madrid Osorio (Curacaví, 23 de agosto de 1886 - Santiago, 16 de agosto de 1945). Ingeniero civil y político liberal chileno. Hijo de Manuel Jesús Madrid Quezada y Luisa Osorio Garay.

## Actividades profesionales
Educado en el Instituto Nacional y en el Liceo Miguel Luis Amunátegui. Ingresó más tarde a la Facultad de Ingeniería de la Universidad de Chile, donde se tituló de ingeniero civil (1912).
Trabajó como ingeniero de obras nuevas en el Departamento de Vías y Obras de la Empresa de los Ferrocarriles del Estado (1913-1918). Se dedicó también a las labores agrícolas y explotó su fundo “El Ranchillo”, en Curacaví; su principal producció fue carbón, trigo y alfalfa.

## Actividades políticas
Militante del Partido Liberal (1921-1945). Elegido Diputado por la 8ª agrupación departamental de Melipilla y Maipo (1933-1937), integrando la comisión permanente de Fomento. 
Fue Delegado del gobierno de Chile en Ginebra, Suiza (1937).
Reelecto Diputado, por la reformada 8ª agrupación departamental de Melipilla, San Antonio, San Bernardo y Maipo (1937-1941). Integró la comisión permanente de Relaciones Exteriores. Nuevamente Diputado, por la misma agrupación (1941-1945), formó parte de la comisión permanente de Constitución, Legislación y Justicia.
Volvió a ser electo Diputado, por el mismo distrito electoral (1945-1949), en esta ocasión participó de la comisión de Hacienda. Falleció en el primer año de este nuevo período legislativo, por lo cual se abrió la elección complementaria para llenar la vacancia, siendo reemplazado por el liberal Eduardo Moore Montero quien logró 8.350 votos contra 6.446 del candidato radical, Rafael Vergara.

## Otras actividades
Fue socio del Instituto de Ingenieros de Chile desde 1912. Miembro de la Sociedad Nacional de Agricultura, del Club de La Unión y del Rotary Club de Melipilla.